# DHB-Pokal 2018/19
Der DHB-Pokal 2018/19 war die 45. Austragung des Handballpokalwettbewerbs der Herren. Gewinner war zum elften Mal der THW Kiel.

## Hauptrunden

### 1. Runde
An der Auslosung der 1. Runde am 19. Juni 2018 nahmen 64 Mannschaften aus Profi- und Amateurligen teil. Die ersten 16 Mannschaften der Bundesligisten, die in der Saison 2017/18 die Plätze 1 bis 16 belegten, befanden sich im 1. Lostopf. Die ersten 16 Mannschaften der Zweitligisten, die in der Saison 2017/18 die Plätze 1 bis 16 belegen, befanden sich im 2. Lostopf. Im 3. Lostopf befanden sich die Erstligisten auf den Plätzen 17–18, die Zweitligisten auf den Plätzen 17–20, sowie die Erst- und Zweitplatzierten jeder Drittligastaffel. Des Weiteren die beiden Finalisten des vorherigen Amateurpokals. Im 4. Lostopf befanden sich die Dritt- bis Sechstplatzierten jeder Drittligastaffel. Zweite Mannschaften durften nicht am DHB-Pokal teilnehmen. Die Spiele der 1. Runde, in der die Vereine nach geographischen Gesichtspunkten in eine Nord- und eine Südstaffel eingeteilt wurden, fanden am 18./19. August 2018 statt. Die Mannschaften aus der niedrigsten Liga haben das Anrecht das Turnier auszurichten. Sollten diese es nicht können, wird es immer an den Ligahöheren weiter gereicht.
Für die 1. Runde waren folgende Mannschaften qualifiziert:
| Lostopf 1 | Lostopf 2 | Lostopf 3 | Lostopf 4 |
| Nord: - SG Flensburg-Handewitt - THW Kiel - Füchse Berlin - SC Magdeburg - SC DHfK Leipzig - TSV Hannover-Burgdorf - TSV GWD Minden - TBV Lemgo Süd: - Rhein-Neckar Löwen - MT Melsungen - Frisch Auf! Göppingen - HSG Wetzlar - HC Erlangen - TVB 1898 Stuttgart - VfL Gummersbach - Die Eulen Ludwigshafen | Nord: - VfL Lübeck-Schwartau - HSG Nordhorn-Lingen - TV Emsdetten - Dessau-Roßlauer HV - ASV Hamm-Westfalen - Wilhelmshavener HV - TUSEM Essen - VfL Eintracht Hagen Süd: - Bergischer HC - SG BBM Bietigheim - HSC 2000 Coburg - HBW Balingen-Weilstetten - DJK Rimpar Wölfe - HC Elbflorenz - HC Rhein Vikings - EHV Aue | Nord: - TuS N-Lübbecke - Eintracht Hildesheim - HSV Hamburg - TSV Altenholz - TuS Ferndorf - TSV Bayer Dormagen - TuS Spenge - HSG Ostsee N/G Süd: - TV Hüttenberg - ThSV Eisenach - HSG Konstanz - HG Saarlouis - TV Großwallstadt - HSG Hanau - SV Salamander Kornwestheim - TSB Heilbronn-Horkheim | Nord: - Mecklenburger Stiere Schwerin - 1. VfL Potsdam - Oranienburger HC - Handball Hannover-Burgwedel - Northeimer HC - Leichlinger TV - HSG Krefeld - SG Schalksmühle-Halver Süd: - Longericher SC Köln - HSG Rodgau Nieder-Roden - MSG Groß-Bieberau/Modau - SG Leutershausen - TSG Haßloch - TuS Fürstenfeldbruck - HG Oftersheim/Schwetzingen - VfL Pfullingen |

#### Nord
Das Turnier wurde am 18./19. August 2018 in der Sparkassen-Arena in Göttingen ausgetragen. Ausrichter war der Northeimer HC.
| Datum, Uhrzeit           | Heimmannschaft          |   | Gastmannschaft          | Ergebnis      |
| ------------------------ | ----------------------- | - | ----------------------- | ------------- |
| 18. Aug. 2018, 16:00 Uhr | THW Kiel (1L)           | – | TuSEM Essen (2L)        | 39:23 (19:11) |
| 18. Aug. 2018, 19:00 Uhr | TSV Bayer Dormagen (2L) | – | Northeimer HC (3L)      | 36:25 (18:14) |
| 19. Aug. 2018, 16:00 Uhr | THW Kiel (1L)           | – | TSV Bayer Dormagen (2L) | 44:27 (24:13) |

Das Turnier wurde am 18./19. August 2018 in der Sporthalle Spenge in Spenge ausgetragen. Ausrichter war der TuS Spenge.
| Datum, Uhrzeit           | Heimmannschaft              |   | Gastmannschaft              | Ergebnis      |
| ------------------------ | --------------------------- | - | --------------------------- | ------------- |
| 18. Aug. 2018, 16:00 Uhr | Leichlinger TV (3L)         | – | SC DHfK Leipzig (1L)        | 26:45 (13:23) |
| 18. Aug. 2018, 18:15 Uhr | Dessau-Rosslauer HV 06 (2L) | – | TuS Spenge (3L)             | 29:26 (13:11) |
| 19. Aug. 2018, 16:00 Uhr | SC DHfK Leipzig (1L)        | – | Dessau-Rosslauer HV 06 (2L) | 26:25 (13:14) |

Das Turnier wurde am 18./19. August 2018 in der Nordfrost-Arena in Wilhelmshaven ausgetragen. Ausrichter war der Wilhelmshavener HV.
| Datum, Uhrzeit           | Heimmannschaft                     |   | Gastmannschaft          | Ergebnis      |
| ------------------------ | ---------------------------------- | - | ----------------------- | ------------- |
| 18. Aug. 2018, 17:00 Uhr | Handball Sport Verein Hamburg (2L) | – | TSV GWD Minden (1L)     | 24:37 (15:16) |
| 18. Aug. 2018, 19:30 Uhr | 1. VfL Potsdam (3L)                | – | Wilhelmshavener HV (2L) | 30:34 (14:17) |
| 19. Aug. 2018, 17:00 Uhr | TSV GWD Minden (1L)                | – | Wilhelmshavener HV (2L) | 27:23 (11:10) |

Das Turnier wurde am 18./19. August 2018 in der Edgar Meschkat Halle in Altenholz ausgetragen. Ausrichter war der TSV Altenholz.
| Datum, Uhrzeit           | Heimmannschaft                     |   | Gastmannschaft           | Ergebnis      |
| ------------------------ | ---------------------------------- | - | ------------------------ | ------------- |
| 18. Aug. 2018, 16:30 Uhr | TSV Hannover-Burgdorf (1L)         | – | VfL Eintracht Hagen (2L) | 30:23 (16:11) |
| 18. Aug. 2018, 19:30 Uhr | Mecklenburger Stiere Schwerin (3L) | – | TSV Altenholz (3L)       | 30:34 (16:14) |
| 19. Aug. 2018, 17:00 Uhr | TSV Hannover-Burgdorf (1L)         | – | TSV Altenholz (3L)       | 42:27 (24:13) |

Das Turnier wurde am 18./19. August 2018 in der Sporthalle Ganztagesschule in Halver ausgetragen. Ausrichter war die SG Schalksmühle-Halver.
| Datum, Uhrzeit           | Heimmannschaft              |   | Gastmannschaft              | Ergebnis      |
| ------------------------ | --------------------------- | - | --------------------------- | ------------- |
| 18. Aug. 2018, 15:00 Uhr | HSG Nordhorn-Lingen (2L)    | – | SG Flensburg-Handewitt (1L) | 19:28 (10:14) |
| 18. Aug. 2018, 19:30 Uhr | TuS Ferndorf (2L)           | – | SG Schalksmühle-Halver (3L) | 26:23 (12:12) |
| 19. Aug. 2018, 15:00 Uhr | SG Flensburg-Handewitt (1L) | – | TuS Ferndorf (2L)           | 30:22 (14:12) |

Das Turnier wurde am 18./19. August 2018 in der Ems-Halle in Emsdetten ausgetragen. Ausrichter war der TV Emsdetten.
| Datum, Uhrzeit           | Heimmannschaft        |   | Gastmannschaft      | Ergebnis                   |
| ------------------------ | --------------------- | - | ------------------- | -------------------------- |
| 18. Aug. 2018, 15:00 Uhr | Oranienburger HC (3L) | – | Füchse Berlin (1L)  | 23:37 (9:22)               |
| 18. Aug. 2018, 18:00 Uhr | TV Emsdetten (2L)     | – | TuS N-Lübbecke (2L) | 34:35 n. V. (29:29; 11:15) |
| 19. Aug. 2018, 16:00 Uhr | Füchse Berlin (1L)    | – | TuS N-Lübbecke (2L) | 33:26 (18:14)              |

Das Turnier wurde am 18./19. August 2018 in der Gogenkroghalle in Neustadt in Holstein ausgetragen. Ausrichter war die HSG Ostsee N/G.
| Datum, Uhrzeit           | Heimmannschaft          |   | Gastmannschaft          | Ergebnis      |
| ------------------------ | ----------------------- | - | ----------------------- | ------------- |
| 18. Aug. 2018, 16:00 Uhr | HSG Krefeld (3L)        | – | ASV Hamm-Westfalen (2L) | 25:29 (14:15) |
| 18. Aug. 2018, 18:30 Uhr | HSG Ostsee N/G (3L)     | – | TBV Lemgo Lippe (1L)    | 26:37 (11:18) |
| 19. Aug. 2018, 15:30 Uhr | ASV Hamm-Westfalen (2L) | – | TBV Lemgo Lippe (1L)    | 25:31 (13:18) |

Das Turnier wurde am 18./19. August 2018 in der Volksbank-Arena in Hildesheim ausgetragen. Ausrichter war Eintracht Hildesheim.
| Datum, Uhrzeit           | Heimmannschaft                   |   | Gastmannschaft            | Ergebnis      |
| ------------------------ | -------------------------------- | - | ------------------------- | ------------- |
| 18. Aug. 2018, 16:00 Uhr | Handball Hannover-Burgwedel (3L) | – | Eintracht Hildesheim (3L) | 18:26 (7:11)  |
| 18. Aug. 2018, 18:30 Uhr | SC Magdeburg (1L)                | – | VfL Lübeck-Schwartau (2L) | 31:17 (16:7)  |
| 19. Aug. 2018, 17:00 Uhr | Eintracht Hildesheim (3L)        | – | SC Magdeburg (1L)         | 18:35 (10:18) |

#### Süd
Das Turnier wurde am 18./19. August 2018 in der Wittelsbacherhalle in Fürstenfeldbruck ausgetragen. Ausrichter war der TuS Fürstenfeldbruck.
| Datum, Uhrzeit           | Heimmannschaft           |   | Gastmannschaft            | Ergebnis      |
| ------------------------ | ------------------------ | - | ------------------------- | ------------- |
| 18. Aug. 2018, 17:00 Uhr | TV 05/07 Hüttenberg (2L) | – | HC Elbflorenz 2006 (2L)   | 29:26 (16:11) |
| 18. Aug. 2018, 20:00 Uhr | Rhein-Neckar Löwen (1L)  | – | TuS Fürstenfeldbruck (3L) | 43:19 (20:12) |
| 19. Aug. 2018, 15:00 Uhr | TV 05/07 Hüttenberg (2L) | – | Rhein-Neckar Löwen (1L)   | 29:38 (10:20) |

Das Turnier wurde am 18./19. August 2018 in der Sporthalle Ost in Kornwestheim ausgetragen. Ausrichter war der SV Salamander Kornwestheim.
| Datum, Uhrzeit           | Heimmannschaft                  |   | Gastmannschaft        | Ergebnis      |
| ------------------------ | ------------------------------- | - | --------------------- | ------------- |
| 18. Aug. 2018, 16:30 Uhr | SV Salamander Kornwestheim (3L) | – | HSC 2000 Coburg (2L)  | 27:35 (13:17) |
| 18. Aug. 2018, 19:00 Uhr | VfL Gummersbach (1L)            | – | SG Leutershausen (3L) | 29:15 (14:6)  |
| 19. Aug. 2018, 15:00 Uhr | HSC 2000 Coburg (2L)            | – | VfL Gummersbach (1L)  | 23:27 (15:14) |

Das Turnier wurde am 18./19. August 2018 in der Lindach-Sporthalle in Weilheim/Teck ausgetragen. Ausrichter war FRISCH AUF! Göppingen.
| Datum, Uhrzeit           | Heimmannschaft                |   | Gastmannschaft                | Ergebnis      |
| ------------------------ | ----------------------------- | - | ----------------------------- | ------------- |
| 18. Aug. 2018, 17:00 Uhr | TSG Haßloch (3L)              | – | HBW Balingen-Weilstetten (2L) | 18:28 (9:14)  |
| 18. Aug. 2018, 19:30 Uhr | FRISCH AUF! Göppingen (1L)    | – | HSG Konstanz (3L)             | 34:23 (14:12) |
| 19. Aug. 2018, 17:30 Uhr | HBW Balingen-Weilstetten (2L) | – | FRISCH AUF! Göppingen (1L)    | 24:25 (11:11) |

Das Turnier wurde am 18./19. August 2018 in der Stadtsporthalle in Melsungen ausgetragen. Ausrichter war der MT Melsungen.
| Datum, Uhrzeit           | Heimmannschaft        |   | Gastmannschaft     | Ergebnis      |
| ------------------------ | --------------------- | - | ------------------ | ------------- |
| 18. Aug. 2018, 17:00 Uhr | Longericher SC (3L)   | – | ThSV Eisenach (3L) | 25:33 (13:19) |
| 18. Aug. 2018, 19:30 Uhr | HC Rhein Vikings (2L) | – | MT Melsungen (1L)  | 23:33 (14:14) |
| 19. Aug. 2018, 16:00 Uhr | ThSV Eisenach (3L)    | – | MT Melsungen (1L)  | 19:37 (7:19)  |

Das Turnier wurde am 18./19. August 2018 in der Main-Kinzig-Halle in Hanau ausgetragen. Ausrichter war die HSG Hanau.
| Datum, Uhrzeit           | Heimmannschaft         |   | Gastmannschaft               | Ergebnis      |
| ------------------------ | ---------------------- | - | ---------------------------- | ------------- |
| 18. Aug. 2018, 17:00 Uhr | HC Erlangen (1L)       | – | MSG Groß-Bieberau/Modau (3L) | 38:18 (18:8)  |
| 18. Aug. 2018, 20:00 Uhr | SG BBM Bietigheim (1L) | – | HSG Hanau (3L)               | 33:32 (17:13) |
| 19. Aug. 2018, 17:00 Uhr | HC Erlangen (1L)       | – | SG BBM Bietigheim (1L)       | 34:20 (22:11) |

Das Turnier wurde am 18./19. August 2018 in der Erzgebirgshalle in Lößnitz ausgetragen. Ausrichter war der EHV Aue.
| Datum, Uhrzeit           | Heimmannschaft        |   | Gastmannschaft               | Ergebnis      |
| ------------------------ | --------------------- | - | ---------------------------- | ------------- |
| 18. Aug. 2018, 15:00 Uhr | EHV Aue (2L)          | – | HSG Rodgau-Nieder-Roden (3L) | 23:21 (12:10) |
| 18. Aug. 2018, 18:00 Uhr | TV Großwallstadt (2L) | – | HSG Wetzlar (1L)             | 23:30 (11:16) |
| 19. Aug. 2018, 17:00 Uhr | EHV Aue (2L)          | – | HSG Wetzlar (1L)             | 18:28 (9:15)  |

Das Turnier wurde am 18./19. August 2018 in der Stauwehrhalle in Heilbronn ausgetragen. Ausrichter war der TSB Heilbronn-Horkheim.
| Datum, Uhrzeit           | Heimmannschaft              |   | Gastmannschaft                  | Ergebnis      |
| ------------------------ | --------------------------- | - | ------------------------------- | ------------- |
| 18. Aug. 2018, 17:00 Uhr | TSB Heilbronn-Horkheim (3L) | – | HG Oftersheim/Schwetzingen (3L) | 28:26 (12:14) |
| 18. Aug. 2018, 20:00 Uhr | TVB 1898 Stuttgart (1L)     | – | DJK Rimpar Wölfe (2L)           | 26:29 (11:15) |
| 19. Aug. 2018, 17:00 Uhr | TSB Heilbronn-Horkheim (3L) | – | DJK Rimpar Wölfe (2L)           | 23:25 (12:13) |

Das Turnier wurde am 18./19. August 2018 in der Kurt-App-Halle in Pfullingen ausgetragen. Ausrichter war der VfL Pfullingen.
| Datum, Uhrzeit           | Heimmannschaft              |   | Gastmannschaft      | Ergebnis      |
| ------------------------ | --------------------------- | - | ------------------- | ------------- |
| 18. Aug. 2018, 16:00 Uhr | Die Eulen Ludwigshafen (1L) | – | VfL Pfullingen (3L) | 28:29 (16:14) |
| 18. Aug. 2018, 19:00 Uhr | HG Saarlouis (3L)           | – | Bergischer HC (1L)  | 11:36 (3:17)  |
| 19. Aug. 2018, 13:00 Uhr | VfL Pfullingen (3L)         | – | Bergischer HC (1L)  | 22:35 (12:18) |

### Achtelfinale
Die Partien des Achtelfinals wurden am 16. September sowie am 16. und 17. Oktober 2018 ausgetragen. Die Auslosung der Partien fand am 22. August 2018 im Rahmen des DHB-Supercups statt. Die Ligen der Teams entsprechen der Saison 2018/19. Folgende Mannschaften waren qualifiziert:
| Bundesliga | 2. Bundesliga      |
| - THW Kiel - SC DHfK Leipzig - GWD Minden - TSV Hannover-Burgdorf - SG Flensburg-Handewitt - Füchse Berlin - TBV Lemgo Lippe - SC Magdeburg - Rhein-Neckar Löwen - VfL Gummersbach - Frisch Auf Göppingen - MT Melsungen - HC Erlangen - HSG Wetzlar - Bergischer HC | - DJK Rimpar Wölfe |

| Datum, Uhrzeit           | Heimmannschaft              |   | Gastmannschaft            | Ergebnis                   |
| ------------------------ | --------------------------- | - | ------------------------- | -------------------------- |
| 16. Sep. 2018, 17:30 Uhr | GWD Minden (1L)             | – | Füchse Berlin (1L)        | 26:31 (9:17)               |
| 16. Okt. 2018, 19:00 Uhr | TSV Hannover-Burgdorf (1L)  | – | TBV Lemgo Lippe (1L)      | 23:17 (11:11)              |
| 16. Okt. 2018, 19:30 Uhr | Bergischer HC (1L)          | – | Rhein-Neckar Löwen (1L)   | 29:32 n. V. (24:24; 11:13) |
| 16. Okt. 2018, 20:00 Uhr | HSG Wetzlar (1L)            | – | MT Melsungen (1L)         | 20:28 (8:13)               |
| 17. Okt. 2018, 19:00 Uhr | VfL Gummersbach (1L)        | – | Frisch Auf Göppingen (1L) | 24:25 (13:11)              |
| 17. Okt. 2018, 19:00 Uhr | SG Flensburg-Handewitt (1L) | – | SC Magdeburg (1L)         | 28:31 (15:16)              |
| 17. Okt. 2018, 19:30 Uhr | THW Kiel (1L)               | – | SC DHfK Leipzig (1L)      | 31:23 (15:8)               |
| 17. Okt. 2018, 20:00 Uhr | DJK Rimpar Wölfe (2L)       | – | HC Erlangen (1L)          | 21:26 (10:14)              |

### Viertelfinale
Die Auslosung der Viertelfinalspiele fand am 18. Oktober 2018 statt. Die Partien wurden am 27. November sowie am 18. und 19. Dezember 2018 ausgetragen. Folgende Mannschaften waren qualifiziert:
| Bundesliga |
| - Füchse Berlin - TSV Hannover-Burgdorf - Rhein-Neckar Löwen - MT Melsungen - Frisch Auf Göppingen - SC Magdeburg - THW Kiel - HC Erlangen |

| Datum, Uhrzeit           | Heimmannschaft             |   | Gastmannschaft            | Ergebnis                   |
| ------------------------ | -------------------------- | - | ------------------------- | -------------------------- |
| 27. Nov. 2018, 19:00 Uhr | THW Kiel (1L)              | – | MT Melsungen (1L)         | 31:19 (19:8)               |
| 18. Dez. 2018, 18:00 Uhr | Füchse Berlin (1L)         | – | Rhein-Neckar Löwen (1L)   | 37:35 n. V. (30:30, 14:17) |
| 18. Dez. 2018, 19:00 Uhr | TSV Hannover-Burgdorf (1L) | – | HC Erlangen (1L)          | 33:29 (16:14)              |
| 19. Dez. 2018, 19:00 Uhr | SC Magdeburg (1L)          | – | Frisch Auf Göppingen (1L) | 40:27 (21:12)              |

## Final Four
Die Endrunde, das Final Four, fand in der Barclaycard Arena in Hamburg am 6. und 7. April 2019 statt. Die Auslosung der Halbfinalspiele fand am 8. Januar 2019 statt. Folgende Mannschaften waren qualifiziert:
| Bundesliga                                                        |
| - THW Kiel - Füchse Berlin - TSV Hannover-Burgdorf - SC Magdeburg |

### Halbfinale
Die Spiele der Halbfinals fanden am 6. April 2019 statt. Der Gewinner jeder Partie zog in das Finale ein.
| Datum, Uhrzeit          | Heimmannschaft             |   | Gastmannschaft     | Ergebnis      |
| ----------------------- | -------------------------- | - | ------------------ | ------------- |
| 6. Apr. 2019, 15:50 Uhr | TSV Hannover-Burgdorf (1L) | – | SC Magdeburg (1L)  | 29:30 (11:15) |
| 6. Apr. 2019, 18:30 Uhr | THW Kiel (1L)              | – | Füchse Berlin (1L) | 24:22 (13:7)  |

1. Halbfinale

TSV Hannover-Burgdorf: Ziemer, Lesjak – Johannsen, Cehte (1), Mavers (3/3), Jurić, Thiele, Pevnov (3), Häfner (6)  , Atman, Böhm , Sršen, Olsen (7), Feise (1), Kastening (6/1) , Büchner (2)
SC Magdeburg: Green Krejberg, Quenstedt – Musa , Chrapkowski (1) , Musche (2) , Kluge, Pettersson, Plaza Jiménez, Molina Cosano, Christiansen, Mertens, Lagergren (2), O’Sullivan (4), Bezjak (1)  , Weber (5), Damgaard (15)
Schiedsrichter: Christoph Immel / Ronald Klein
2. Halbfinale

THW Kiel: N. Landin Jacobsen, Wolff – Duvnjak (6)  , Reinkind, M. Landin Jacobsen (2) , Firnhaber , Weinhold (3) , Wiencek (1), Ekberg (6/1), Rahmel, Dahmke, Zarabec (5), Bilyk (1) ,
Pekeler   , Nilsson
Füchse Berlin:Heinevetter, Semisch – Wiede (6), Elísson (2), Holm (2), Struck, Mandalinić,
Gojun   , Lindberg (3/2) , Zachrisson (1), Simak (1), Schmidt, Reißky, Koch, Marsenić (4)   , Drux (3) 
Schiedsrichter: Tobias Tönnies / Robert Schulze

### Finale
Das Finale fand am 7. April 2019 statt. Der Gewinner der Partie wurde Sieger des DHB-Pokals 2019.
| Datum, Uhrzeit          | Heimmannschaft    |   | Gastmannschaft | Ergebnis      |
| ----------------------- | ----------------- | - | -------------- | ------------- |
| 7. Apr. 2019, 15:10 Uhr | SC Magdeburg (1L) | – | THW Kiel (1L)  | 24:28 (13:14) |

SC Magdeburg: Green Krejberg, Quenstedt – Musa (2) , Chrapkowski (1) , Musche (4/1), Kluge, Pettersson (3/2), Plaza Jiménez, Molina Cosano, Christiansen, Mertens (2), Lagergren (2), O’Sullivan (1)  , Bezjak (1), Weber (2), Damgaard (6)
THW Kiel: N. Landin Jacobsen, Wolff – Duvnjak (3)  , Reinkind (6), M. Landin Jacobsen (1), Firnhaber, Weinhold, Wiencek (1) , Ekberg (4/1) , Rahmel, Dahmke (3), Zarabec (1), Bilyk (3) , Pekeler (5) , Nilsson (1)
Schiedsrichter: Fabian Baumgart / Sascha Wild